# إن سي سي (شركة)
إن سي سي (بالإنجليزية: NCC AB) هي شركة إنشاءات سويدية، ثاني أكبر شركة في منطقة الشمال الأوروبي بإيرادات سنوية (2020) تبلغ 53,9 مليار كرونة سويدية وحوالي 14500 موظف. تقوم إن سي سي بتطوير وبناء العقارات السكنية والتجارية والمنشآت الصناعية والمباني العامة والطرق وهياكل الهندسة المدنية وأنواع أخرى من البنية التحتية. تقدم إن سي سي أيضا مواد المدخلات المستخدمة في البناء، مثل الركام والأسفلت، وتقوم بالرصف.

## مجالات العمل

### إن سي سي البنية التحتية
تقوم NCC ببناء البنية التحتية للسفر والنقل والطاقة والمياه في جميع أنحاء منطقة الشمال.

### مباني إن سي سي السويد
تقوم NCC ببناء المساكن والمكاتب والمباني العامة والتجارية في السويد.

### NCC Building Nordics
تقوم NCC Building Nordics ببناء مساكن ومكاتب للعملاء من القطاعين العام والخاص في الدنمارك وفنلندا والنرويج.

### إن سي سي إندستري
تركز إن سي سي إندستري على الإنتاج الصناعي - المواد الحجرية والأسفلت وأعمال الأساسات وإعادة تدوير مواد البناء.

### إن سي سي للتطوير العقاري
تقوم إن سي سي للتطوير العقاري NCC Property Development بتطوير وبيع العقارات التجارية في أسواق نمو محددة في بلدان الشمال الأوروبي.

## الاستدامة
تهدف NCC إلى أن تصبح محايدة مناخيا بحلول عام 2045. تعمل الشركة أيضا على تقليل انبعاثات الكربون في سلسلة القيمة.